# ناصر مجللی
سرتیپ ناصر مجللی (۱۲۹۱ – ۱۳۸۰) رئیس شهربانی منتخب دکتر محمد مصدق در فارس بود. وی پس از انقلاب ۱۳۵۷ دومین رئیس شهربانی در جمهوری اسلامی ایران شد و به مدت شش ماه این سمت را برعهده داشت.

## زندگی‌نامه
او آبان ماه سال ۱۲۹۱ در روستای سوزان از توابع شهر اراک به دنیا آمد و در سال ۱۳۰۸ وارد مدرسه نظام شد، پنج سال بعد تحصیل در دانشکده افسری را آغاز کرد و در سال ۱۳۱۵ وارد ارتش شد. او از سال ۱۳۲۳ فعالیت سیاسی‌اش را آغاز کرد و جذب جبهه ملی شد، اما به دلیل ممنوعیت فعالیت سیاسی برای نظامیان، فعالیت رسمی نداشت.
وی از افسران قدیمی ارتش بود که در اوایل سال ۱۳۳۲ دکتر محمد مصدق ریاست شهربانی شیراز را بر عهده وی گذاشت و بعد از کودتای ۲۸ مرداد دستگیر شد و به زندان افتاد وی در سال ۱۳۴۰ به علت مخالفت با رژیم پهلوی بازنشسته و مجدداً روانه زندان گردید او مدت‌ها در زندان قزل قلعه در زندان انفرادی به سر برد و پس از آن ممنوع‌الخروج بود و تحت نظر قرار داشت. در فاصلهٔ پیروزی انقلاب اسلامی (۲۲ بهمن ۱۳۵۷) تا زمان انتصاب سرهنگ مجللی (۲۸ بهمن ۱۳۵۷) سپهبد محمدعلی نوروزی که قبلاً ریاست شهربانی اصفهان را برعهده داشت به عنوان سرپرست موقت شهربانی مأمور سر و سامان دادن به اوضاع آشفته شهربانی شده بود.
مجللی پس از آنکه جبهه ملی ایران «مرتد» اعلام شد، همراه با تعداد دیگری از اعضای کمیتهٔ مرکزی ملی در بهمن‌ماه سال ۱۳۶۱ به زندان افتاد و یازده ماه در زندان کمیته مشترک بود.

## منبع
- «Melliun Iran».
- «چه کسانی شهربانی را احیا کردند؟ - تبیان».
- ذبیحی، مرتضی (۱۳۹۱). خاطرات سرتیپ ناصر مجللی؛ از شهربانی دولت مصدق تا بازرگان. تهران: پردیس دانش.
- «تیمسار ناصر مجللی نخستین رئیس شهربانی پس از انقلاب درگذشت».
- «تاریخ ایرانی - خاطرات مجللی؛ از شهربانی دولت مصدق تا بازرگان».